# Rudare (miasto Leskovac)
Rudare (cyr. Рударе) – wieś w Serbii, w okręgu jablanickim, w mieście Leskovac. W 2011 roku liczyła 510 mieszkańców.